# Typhoid
Typhoid è il progetto power noise, break beat e drill 'n' bass del musicista italiano Maurizio Landini.

## Biografia
Il progetto Typhoid nasce nel 1999 ad opera di Maurizio Landini. Nel 2000 dopo la partecipazione ad alcune compilation delle label Megahertz e Unit, Typhoid entra nella scuderia della Hands Productions, che pubblica il primo album dal titolo Destinazione Magnetica.

## Discografia[2]

### Album CD
- 2002 - Destinazione Magnetica (CDr - Hands Productions)
- 2009 - Simulazione Di Divinità (CD - Hands Productions)

### 12"
- 2000 - The Seclusion EP (Hands Productions)

### Compilation
- 2000 - XXXd Generation - con il brano Unit (CD - Unit)
- 2000 - Epsilon - con il brano Wearable Odors (Cassetta - MHz)
- 2000 - 2000 Hands - con i brani Man-Hour (Against), 365 Hostile Eye e Attenuations Of Life (5x12" + Box - Hands Productions)
- 2001 - Maschinenfest 2001 - con il brano While You Sleep (Massa Mix) (2xCD - Pflichtkauf)
- 2001 - 2001 Hands - con i brani While You Sleep, Bliss Filter e Man-Hour (Linear) (5x12" + Box - Hands Productions)
- 2002 - Electro Club Attack - Shot Five - con il brano 1.37 (S.I.N.A Rmx) (2xCD - XXC)
- 2002 - Industrial Frequencies Vol. 5 - con il brano Overground (CD - Zoomshot Media Entertainment, XXC)
- 2003 - Sonic Seducer Cold Hands Seduction Vol. 26 - con il brano Cut'N'Bass (CD - Sonic Seducer)
- 2004 - Grazilla Breakz - con il brano Man-Hour (Against) (CD)
- 2009 - 2009 Hands - con i brani Lì_Non_è_Qui (Typhoid Studio r(mx), 17 Surgical Love (Urband Art Mix) e Biscuits And Water (2xCD - Hands Productions)